# مین نایبن
مین نایبن (انگلیسی: Min Naiben; ۹ اوت ۱۹۳۵ – ۱۶ سپتامبر ۲۰۱۸) دانشمند در زمینه بلورنگاری اهل چین بود.